# 遠藤功章
遠藤 功章（えんどう　かつあき、1997年2月13日 - ）は、日本のレスリンググレコローマンスタイルの選手。埼玉県出身。階級は63kg級。身長175cm。

## 来歴
埼玉県戸田市出身。戸田東小学校卒業。自由ヶ丘学園高校3年の時にジュニアオリンピックカデットの部63kg級で2位になった。2015年に日体大へ進学すると、1年の時から3年連続でジュニアオリンピックジュニアの部63kg級で3位となった。4年の時には全日本学生選手権で優勝した。さらには、全日本選抜選手権で優勝すると、その後のプレーオフも制して世界選手権に出場した。。一方、23歳以下の世界一を決めるU-23世界選手権に出場すると、決勝でモルドバのアレクサンドル・ビシウに8－0でテクニカルフォール勝ちして優勝を成し遂げた。全日本選手権でも優勝した。2020年に東和エンジニアリングの所属になると、2021年の全日本選手権67㎏級でも優勝した。2022年の全日本選抜選手権で優勝するも、世界選手権では16位だった。2023年の全日本選抜選手権で優勝すると、アジア大会でも優勝した。

## 主な戦績
- 2014年 - ジュニアオリンピック カデットの部 2位（63kg級）

66kg級での戦績
- 2015年 - ジュニアオリンピック ジュニアの部 3位
- 2016年 - ジュニアオリンピック ジュニアの部 3位
- 2017年 - ジュニアオリンピック ジュニアの部 3位
- 2017年 - 全日本選抜選手権 　3位
- 2017年 - 全日本レスリング選手権大会　5位（67kg級）

63kg級での戦績
- 2018年 - 全日本選抜選手権　優勝
- 2018年 - 全日本学生選手権　優勝
- 2018年 - U-23世界選手権　優勝
- 2018年 -　全日本選手権 優勝

67kg級での戦績
- 2019年 - 全日本選抜選手権　3位
- 2019年 - U-23世界選手権　5位
- 2019年 - 全日本選手権　3位
- 2020年 - 全日本選手権　2位
- 2021年 - 全日本選手権　優勝
- 2022年 -　アジア選手権　3位
- 2022年 - 全日本選抜選手権　優勝
- 2022年 -　世界選手権　16位
- 2022年 - 全日本選手権　2位
- 2023年 - 全日本選抜選手権　優勝
- 2023年 - アジア大会　優勝
- 2023年 - 全日本選手権　2位

(出典)